# Жмиховская, Нарциза
Нарциза Жмихо́вская (пол. Narcyza Żmichowska; псевдоним Gabryella; 4 марта 1819, Варшава — 24 декабря 1876, Варшава) — польская писательница и поэтесса. Считается одной из зачинательниц феминизма в Польше.

## Биография
Нарциза Жмиховская родилась 4 марта 1819 года в Варшаве.
Яркая представительница так называемых «варшавских энтузиасток», проповедовавших культ энтузиазма, любви, искусства и т. п. С особой силой эта полная романтической экзальтации настроенность выразилась в произведении Г. Жмиховской «Poganki» (Язычницы), где писательница восхваляет всё выходящее за «пределы предельного». Сходные настроения окрашивают и другую её вещь «Księzka Pamiatek» («Памятная книжка», 1877).
В 1845 году издала в Познани первый сборник своих стихотворений и рассказов: «Wolne chwile». Собрание её произведений вышло в 1864 году. («Pisma Gabryelli»). Её последние произведения: «Rozmowa przy Kominku» («Разговор у камина») и «Czy to powiesc?» («Повесть ли это?»).
Также писала по вопросам педагогики.
Участница национально-освободительного движения. В 1849 году арестована, два года была под следствием.
Нарциза Жмиховская умерла 24 декабря 1876 года в родном городе.